# Apanteles golovushkini
Apanteles golovushkini är en stekelart som beskrevs av Kotenko 1992. Apanteles golovushkini ingår i släktet Apanteles och familjen bracksteklar. Inga underarter finns listade i Catalogue of Life.